# Ядвіга Хмельовська
Яніна Ядвіга Хмельовська (пол. Janina Jadwiga Chmielowska; 29 червня 1954, Сосновець) — польська журналістка, правозахисниця, громадська та політична діячка. Активістка рухів Солідарність і Солідарність, що бореться. Представниця радикальної позасистемної опозиції у Третій Речі Посполитій. Антикомуністка, демохристиянка.

## Активістка-підпільниця
Закінчила Сілезький технічний університет у 1978 році. За освітою — технолог автоматичних систем. Працювала програмістом у катовицькому Інституті систем управління. З ранньої молодості приєдналася до антикомуністичної опозиції. Займалася поширенням нелегальної літератури, включно з легендарним виданням КОС-КОР «Robotnik».
У 1980 році вступила до «Солідарності», перебувала в керівному органі профспілки Катовиць. Опікувалася правозахисним напрямком, домагалася звільнення політв'язнів.
Після введення воєнного стану 13 грудня 1981 року пішла в підпілля. З квітня 1982 року вважалася в розшуку, але завдяки дотриманню правил конспірації так і не була виявлена комуністичною держбезпекою. Брала активну участь у діяльності підпільних структур «Солідарності», публікувалася у польському самвидаві. У 1985 році приєдналася до «Солідарності, що бореться», керувала територіальною структурою у Катовицях.

## У польській політиці та журналістиці
1990 року скасовано ордер на арешт Яніни Ядвіги Хмельовської. Вона заснувала у Варшаві Інформаційний центр «Схід», який займається правозахистом і пропагандою демократичних ідей у Центральній та Східній Європі.
Хмельовська категорично відкинула переговори у Магдаленці та домовленості Круглого столу. Угоди між «Солідарністю» та ПОРП визнала змовою за спиною повсталого народу. Політичну систему Третьої Речі Посполитої характеризувала як «владу домовленостей і знайомств, встановлену у Магдаленці з келихами в руках». Жорстко критикує Леха Валенсу й особливо Адама Міхніка. Лояльніше ставилася до Леха Качинського.
Після загибелі президента Качинського та його супутників в авіакатастрофі під Смоленськом Хмельовська стала одним із засновників радикально-опозиційної групи «Солідарні 2010». Безкомпромісна опозиційність Хмельовської викликає явне роздратування у польській політичній еліті, особливо у колах, які підтримують уряд Дональда Туска.
У польській політиці Яніна Ядвіга Хмельовська посідає праві християнсько-демократичні позиції. У 1993—1995 роках була активним членом правопопулістського Руху за Республіку, очолюваного Яном Ольшевським. У 1997—2001 роках — активістка Виборчої акції «Солідарність». Хмельовська брала участь у діяльності організацій жертв воєнного стану, а також міжнародного соціально-християнського руху Католицька Акція.
Хмельовська — знана журналістка, авторка численних публікацій соціального, політичного, екологічного характеру. Редагувала «Бюлетень Сходу», публікувалася у «Західному щоденнику», «Супер Експресі», «Варшавській газеті», низці інших видань. У 1994—2000 роках — редакторка Польського телебачення. Закінчивши 1998 року Національну академію оборони, вела військові телепрограми. У 2002—2007 роках — викладач університету в Ченстохові. У другій половині 2000-х років була одним із керівників Радіо Катовиці. У 2018 році отримала медаль Української Гельсінської групи.

## Міжнародні виступи
Ядвіга Хмельовська активно виступала на підтримку національно-демократичних рухів Східної Європи та пострадянського простору. Тісно співпрацює з кримськотатарським рухом. У грудні 2013 року підписала звернення на підтримку українського Євромайдану. Її виступи різко критикувалися російськими організаціями Криму як ворожі й антиросійські.
На початку 2012 року, у розпал протестних акцій, Хмельовська застерігала російську опозицію від переговорів з урядущим режимом.

## Ідейно-політична характеристика
Хмельовська — яскрава представниця радикального «фундаменталізму Солідарності». Її погляди характеризуються непримиренним антикомунізмом, соціальним католицизмом, націонал-патріотизмом, політичною безкомпромісністю. Цікаво, що такі позиції властиві діячам старшого покоління «Солідарності» (Анджей Гвязда, Мар'ян Юрчик, Северин Яворський). Хмельовську відрізняють також правозахисні акценти й особлива міжнародна активність.
Нагороджена Золотим Хрестом Заслуги (від польського уряду у вигнанні), Орденом Відродження Польщі (від президента Леха Качинського), медаллю ордену «За заслуги перед Литвою» (2009), спеціальними почесними знаками від ветеранів «Солідарності». У 2019 році міністр культури та національної спадщини Пйотр Глінський нагородив її почесним знаком «За заслуги перед польською культурою». У 2021 році отримала Командорський хрест із зіркою Ордена Відродження Польщі.